# Salmo 43

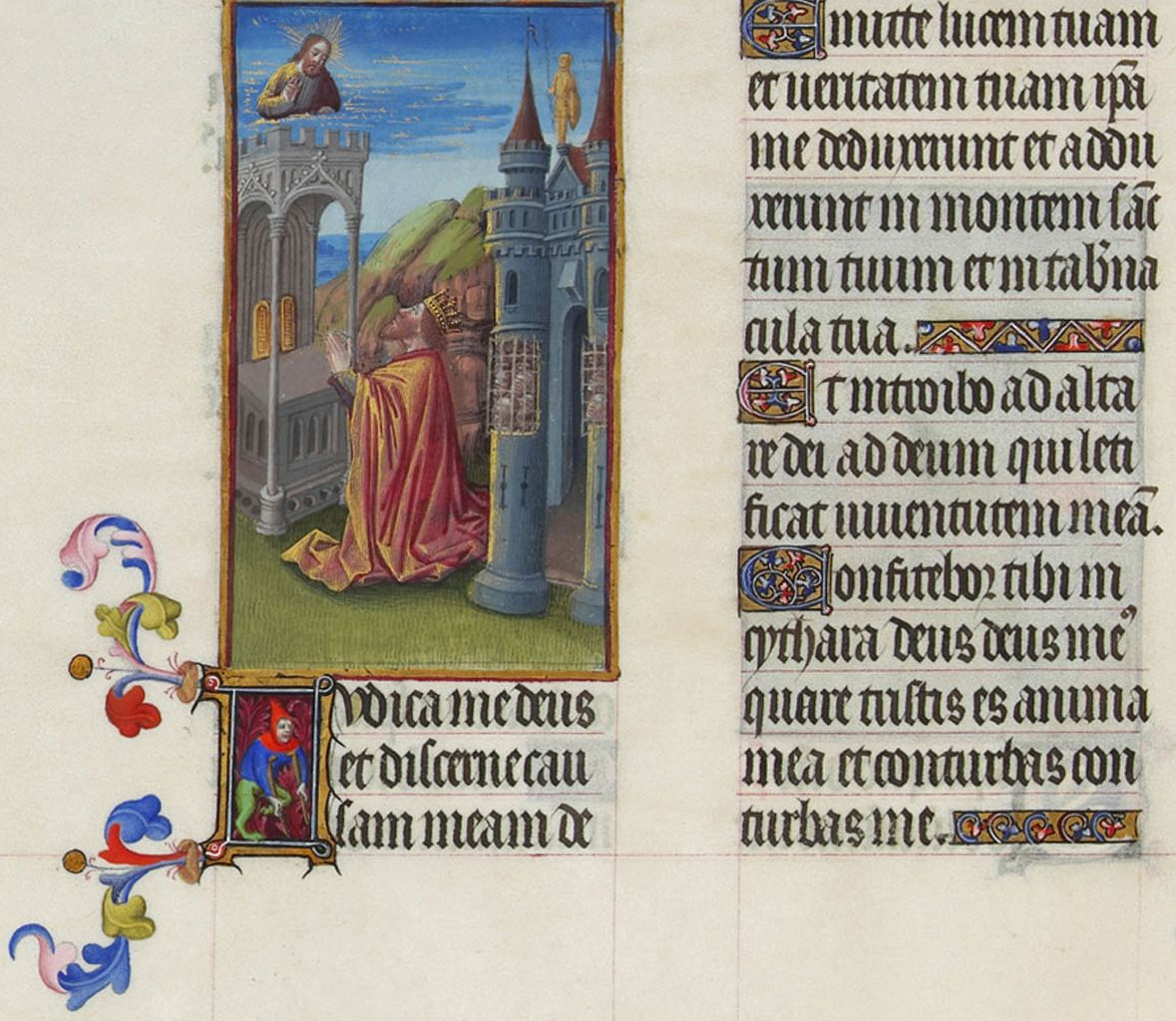
Miniatura che illustra il salmo 43.

Il salmo 43 (42 secondo la numerazione greca) costituisce il quarantatreesimo capitolo del Libro dei salmi.
È tradizionalmente attribuito al re Davide.
È utilizzato dalla Chiesa cattolica di rito ordinario nella liturgia delle ore. Inoltre, nel rito straordinario (Messa Tridentina) esso viene recitato alternato tra sacerdote e ministri subito dopo il segno di croce. Tale salmo è stato scelto a causa del versetto 4 (introibo ad altare Dei, ad Deum qui laetificat iuventutem meam ("mi accosterò all'altare di Dio, a Dio che rende lieta la mia giovinezza"), ed anticamente costituiva la preparazione privata del sacerdote (era recitato uscendo dalla sagrestia). L'aspetto privato di tale rito (detto preghiera ai piedi dell'altare) si è mantenuto nella Messa cantata.